# Rechtsanwaltskammer Darmstadt
Die Rechtsanwaltskammer Darmstadt war eine Rechtsanwaltskammer in Deutschland. Sie hatte ihren Sitz in Darmstadt.

## Geschichte
Bereits vor der Einrichtung der Rechtsanwaltskammern hatte es Zusammenschlüsse von Rechtsanwälten gegeben. So bestand in Frankfurt am Main seit 1603 ein collegium graduatorum, der 1841 durch ein Advokatenkollegium abgelöst wurde. Im Großherzogtum Hessen bildete sich 1821 ein Verein der Hofgerichtsadvokaten, der 1857 zum "Verein der öffentlichen Anwälte" wurde. Im Rahmen der Reichsjustizgesetze wurden 1879 reichsweit Rechtsanwaltskammern an jedem Oberlandesgericht geschaffen. Für das Oberlandesgericht Darmstadt war dies die Rechtsanwaltskammer Darmstadt am Oberlandesgericht Darmstadt. Die Darmstädter Kammer war für das ganze Großherzogtum Hessen zuständig.
Mit der Machtergreifung der Nationalsozialisten wurde die Kammer gleichgeschaltet und ihrer Selbstverwaltung beraubt. Durch die am 13. Dezember 1935 beschlossene Reichs-Rechtsanwaltsordnung (RAO) wurde die Reichs-Rechtsanwaltskammer (RRAK) im Sinne der Zentralisierung und Gleichschaltung zur einzigen rechtsfähigen Vertretung aller bei Gerichten des Deutschen Reiches zugelassenen Rechtsanwälte.
Nach dem Zweiten Weltkrieg wurden die Rechtsanwaltskammern von den Siegermächten zunächst geschlossen. Mit Verordnung des Groß-Hessischen Staatsministeriums vom 23. Mai 1946 kam es zur Wiedererrichtung des Oberlandesgerichtes Frankfurt am Main, das nun für das gesamte Gebiet des neuen Bundeslandes Hessen, einschließlich des früheren OLG-Bezirkes Darmstadt (ohne Rheinhessen), zuständig wurde. Konsequenterweise hätte man auch nur eine Anwaltskammer anstelle der bisherigen dreien einrichten müssen. § 46 der Rechtsanwalts-Ordnung vom 18. Oktober 1948 regelte aber die Bildung von jeweils einer Kammer in Kassel und Frankfurt. Damit übernahm die Rechtsanwaltskammer Frankfurt die Aufgaben der Darmstädter Kammer für den rechtsrheinischen Teil des Volksstaates Hessen. Der linksrheinische Teil fiel an Rheinland-Pfalz. Dort übernahm die Pfälzische Rechtsanwaltskammer Zweibrücken und die Rechtsanwaltskammer Koblenz die Aufgaben der Darmstädter Kammer.